# Nicolaus Seeber
Nicolaus Seeber (* 11. November 1680 in Haina; beerdigt 5. April 1739 in Römhild) war ein deutscher Orgelbauer, Komponist und Lehrer.

## Leben und Werk
Seeber wurde als Sohn eines fürstlichen Hofpächters geboren. Er erlernte das Orgel- und Klavierspiel bei Johann Günther Harreß in Römhild. Während seiner Zeit als Schuldiener in Römhild lernte Seeber den Orgelbauer Johann Schröder bei dessen Orgelneubau in Schmeheim kennen. Ab 1698 war er Schreiber und Stadtorganist in Themar und erlernte den Orgelbau bei Schröder. Seine eigene Werkstatt eröffnete er in Römhild, wo er Lehrer an der Lateinschule war. Als ihn 1705 ein Ruf als Organist in Amsterdam erreichte, wurde er zum Hofmusikus am Hof in Hildburghausen und Stadtorganisten ernannt. Studienreisen führten ihn nach Franken, Schwaben und die Rheingegend. Bis 1730 führte Seeber das Amt des Hofmusikers aus. Als Nachfolger von Johann Philipp Käfer, bei dem er in der Komposition unterrichtet worden war, wurde er 1709 zudem Hoforganist in Römhild. Seeber verfasste nach Ernst Ludwig Gerber zwei Jahrgänge mit Kirchenkantaten, von denen nur eine erhalten ist.
Als Schuldiener der lateinischen Stadtschule in Römhild hatte er als „collega infimus“ bis 1737 nach Aussage von Johann Mattheson 132 Klavierschüler, musste diese Tätigkeit aber aufgrund des zeitaufwendigen Orgelbaus einschränken. Johann Clethus Otto, der seit 1730 Schwiegersohn Seebers war, übernahm seine Aufgaben an der Lateinschule. Seeber war „fürstlich-privilegierter Orgelmacher“ im Herzogtum Sachsen-Hildburghausen, was zu Konflikten führte, als Johann Christian Dotzauer als Nachfolger von Caspar Schippel um 1725 ebenfalls das Orgelbauprivileg des Hoforgelbauers erhielt. Ein mehrjähriger Rechtsstreit endete 1728 mit einem Vergleich, demzufolge sich beide Orgelbauer das Privileg teilen mussten.
Seeber ist als Römhilder Orgelbauer von 1714 bis 1739 nachweisbar. Zu seinen Schülern gehört Johann Ernst Döring, mit dem er ab 1731 zusammenarbeitete und der später seine eigene Werkstatt in Ostheim vor der Rhön gründete. Nach den Angaben von Mattheson baute Seeber insgesamt 56 Orgeln in den Regionen um Würzburg, Bamberg, Hildburghausen, Schleusingen, Römhild und Fulda, was vermutlich aber Umbauten und größere Reparaturen einschließt.
Die Bedeutung Seebers ist in Matthesons Eintrag in seiner Grundlage einer Ehren-Pforte erkennbar:

„Nicolas Seber ist 1680. gebohren zu Heyna, einem nach Römhild gehörigen Orte, in Franken. Sein Vater war daselbst Fürstlicher Sächsischer Hofpachter. Zu gedachtem Römhild besuchte unser Nicolas die Stadtschule biß ins 15te Jahr seines Alters; erlernte nach diesem das Clavierspielen und die Organistenkunst, bey Johann Günther Harres, Organisten in Römhild; kam hierauf, als Schreiber, nach Themar im Hennebergischen, zu dem damahligen Rath und Amtmann Reyher; legte sich aufs Orgelbauen und bekam An. 1705. einen Beruf nach Amsterdam; welchen er aber nicht annahm, weil Hertzog Hinrichs zu Römhild Durchl. ihn zu ihrem Hofmusikanten und Stadtorganisten erforderten.
Er legte die Grunde zur Setzkunst bey dem berühmten Hoforganisten, Johann Philipp Käfer, der zuletzt Capellmeister in Durlach wurde; that darauf verschiedene Reisen, um viele andre Künstler zu hören, und Nutzen daraus zu schöpffen. Nachdem aber gedachter Käfer, als Capellmeister, bey des Hertzogs Ernst von Hildburghausens Durchl. angenommen wurde, bekam Seber, als Hof- und Stadt-Organist, die Verwaltung dasiger Orgeln, und ließ sich zugleich, wegen auswärtiger Arbeit, seinen Eidam substituiren.
Der Orgelwercke, so er im Wirtenbergischen, Bambergischen, Bayreuthischen, Hildburgshausischen, Schleusingischen, Römhildischen und Fuldaischen verfertiget, sind 56. neue, ohne die ausgebesserte oder erneuerte. Der Scholaren, so er auf dem Clavier unterrichtet, sind 132, von denen etliche Capellmeister, theils Organisten und Schuldiener geworden sind. Unter andern sind auch zween Jahrgänge von ihm ausgeführet worden. Er ist 1739. im April gestorben, und verdient, mit so vieler nützlichen Arbeit, ein gutes Ehren-Andencken bey der musikalischen Welt.“

## Werkliste (Auswahl)
| Jahr      | Ort                        | Gebäude                | Bild | Manuale | Register | Bemerkungen |
| --------- | -------------------------- | ---------------------- | ---- | ------- | -------- | --- |
| 1714–1716 | Milz                       | St. Maria Magdalena    |      |         |          | Orgelneubau; 1988 Orgelneubau durch VEB Orgelbau Schönefeld                                                                   |
| 1718      | Leutersdorf                | St. Vitus              |      | I/P     | 13       | Orgelneubau; 2009 Generalreparatur/Reinigung                                                                                  |
| 1718      | Mendhausen                 | St. Urban              |      | I/P     | 13       | Orgelneubau; 2009 Generalreparatur/Reinigung                                                                                  |
| 1719      | Marisfeld                  | St. Mauritius          |      | I/P     | 12       | Orgelneubau; schlechter Zustand                                                                                               |
| 1720      | Haina                      | Johanniskirche         |      | II/P    | 16       | Orgelneubau; 1994 Rekonstruktion und Restaurierung durch Schuke Orgelbau Potsdam                                              |
| 1720      | Biberschlag                | Dorfkirche Biberschlag |      |         |          | schlechter Zustand |
| 1721      | Bedheim                    | St. Kilian             |      | I       | 7        | Anbau der Schwalbennestorgel; 1995/1996 Rekonstruktion und Restaurierung durch Schuke Orgelbau Potsdam; zum Großteil erhalten |
| 1722      | Sonnefeld                  | St. Moritz             |      |         |          | Erweiterung um II. Manual; 1856 ersetzt                                                                                       |
| 1722      | Weidhausen                 |                        |      |         |          | Reparatur |
| 1722/1723 | Reurieth                   | Dorfkirche Reurieth    |      | I       |          | Orgelneubau; nicht erhalten                                                                                                   |
| 1725      | Schleusingen               | St. Johannis           |      | II/P    |          | Orgelneubau unter Einbeziehung von Teilen der Vorgängerorgel; 2009 Orgelneubau durch Hey-Orgelbau Urspringen/Rhön             |
| 1728      | Metzels                    | St. Nikolai            |      |         |          | Orgelneubau; Prospekt erhalten                                                                                                |
| 1730      | Bibra                      | St. Leo                |      |         |          | Registerneubau; nicht erhalten                                                                                                |
| 1731      | Völkershausen              | Michaeliskirche        |      |         |          | Orgelneubau |
| 1733      | Kirchrimbach (Burghaslach) | St. Mauritius          |      | I       | 4        | Orgelneubau |
| 1734      | Sondheim                   | Dorfkirche             |      |         |          | Orgelneubau; Prospekt erhalten                                                                                                |